# 騏乃嵐和稔
騏乃嵐 和稔（きのあらし かずとし、1961年7月9日 - ）は、北海道夕張市出身で、押尾川部屋に所属した大相撲力士。本名は石山 和敏（いしやま かずとし）。身長183cm、体重162kg。得意手は右四つ、寄り。最高位は東前頭2枚目（1982年11月場所）。血液型はB型。夕張市立幌南中学校卒。

## 経歴
父親は夕張炭鉱の元・炭鉱夫。小学校6年時で既に170cm・76kgに達していた為走ることを不得手としていた。中学生の頃は野球や卓球を経験し、野球では一塁手として活躍した。
中学校卒業直前に、押尾川部屋のマネジャーで夕張市出身であった工藤氏のスカウトを受けて上京し、同部屋に入門することとなった。都内のガソリンスタンドへの就職が決まった兄も、自身と同時に上京したとされる。
1977年3月場所にて、15歳で初土俵を踏んだ。押尾川部屋での同期には恵那櫻、佐賀昇がおり、自身を含む3人全員が幕内まで出世した（ただし、3人が同時に幕内にいたことはない）。
出世は3人の中で一番早く、右を差して一気の出足で寄り切る正攻法の相撲で1981年1月場所にて19歳で新十両昇進、押尾川親方（元大関・大麒麟）が育てた弟子達からの関取第一号となった。同時にそれまでの四股名を本名と同じ石山から、騏ノ嵐に改名した。青黒い名馬の如き嵐を呼ぶ活躍を期待すべく後援会会員が命名したとされる。
1982年3月場所で20歳で新入幕を果たし、同年9月場所では横綱・北の湖を堂々と破る金星を挙げ、その他にも当時大関だった隆の里の横綱昇進に「待った」をかける勝利も挙げた。これらの活躍により当時炭鉱事故で沈んでいた出身地・夕張を元気付け、「夕張の希望の星」と呼ばれた。更にこの年には東京中日スポーツ新聞が主催する新人賞を受賞し、同じ北海道出身の大ノ国（後の横綱・大乃国）と共に「将来の大関・横綱」として期待されていた。
しかし、1983年1月場所直前に行われた二所ノ関一門の連合稽古で鳳凰（二所ノ関部屋）と稽古した際に左膝に致命傷を負い、以降の相撲人生に重大な影響を及ぼした。同年は3月場所を皆勤（東十両2枚目で8勝7敗）したのみで、全休・途中休場を続けた。その結果、1984年1月場所で東三段目25枚目まで番付を下げた。
復活に臨んだ同場所では格の違いを見せ7戦全勝したものの、負傷の再発・悪化を懸念して優勝決定戦を棄権した。これは2022年3月現在、優勝決定戦を休場し不戦勝（不戦敗）が発生した唯一の例である。
その後も着実に復調し、東幕下筆頭まで番付を戻し、四股名を騏乃嵐に改名した1984年9月場所で4勝3敗と勝ち越し、翌11月場所で8場所振りに十両復帰を遂げた。しかし同場所では6勝9敗と負け越した上に古傷を悪化させ、幕下に陥落した翌1985年1月場所の休場とそれに伴う幕下下位からの再度の出直しを余儀なくされた。1場所で本場所に復帰して以降は再び勝ち越しを続け、1986年1月場所で7場所振り3度目の十両昇進。同年9月場所で十両優勝、1987年3月場所で4年ぶりの幕内復帰。幕内在位経験者が三段目陥落後に再入幕した史上初のケースだった。
しかし負傷前の自己最高位は更新できず、幕内下位と十両の往復に終始した。1991年には右膝も痛め、再び全休・途中休場を続け、序二段まで陥落した同年9月場所を最後に廃業。尚同年には、十両から幕下に陥落した翌場所に三段目に陥落するという戦後唯一の珍記録を残した。
立ち合いに激しく当たって右差しで一気に寄る正攻法の取り口ゆえに、大関昇進をも期待された力士であったが、膝の故障のため、三賞・三役とも経験がないまま土俵を去った。
土俵を去る際には、年寄竹縄を借株で襲名し、引退相撲も行うことを後援者から提案されたが、将来の保証がないことを善しとせず廃業し、高田馬場の相撲料理店「浜力」で修業した後、東京都江東区森下で相撲料理店「まんぷく屋 騏乃嵐」を経営している。

## 主な戦績
- 通算成績：459勝405敗97休 勝率.531
- 幕内成績：98勝112敗30休 勝率.467
- 現役在位：88場所
- 幕内在位：16場所
- 金星：1個（北の湖、1982年9月場所）
- 各段優勝
  - 十両優勝：1回（1986年9月場所）
  - 幕下優勝：2回（1980年11月場所、1981年9月場所）

### 場所別成績
| | 一月場所 初場所（東京） | 三月場所 春場所（大阪） | 五月場所 夏場所（東京）  | 七月場所 名古屋場所（愛知） | 九月場所 秋場所（東京）  | 十一月場所 九州場所（福岡） |
| --- | ----------------------- | ----------------------- | ------------------------ | --------------------------- | ------------------------ | --------------------------- |
| 1977年 （昭和52年） | x                       | （前相撲）              | 東序ノ口15枚目 5–2       | 西序二段70枚目 4–3          | 東序二段48枚目 3–4       | 西序二段57枚目 休場 0–0–7   |
| 1978年 （昭和53年） | 東序二段102枚目 5–2     | 西序二段58枚目 4–3      | 東序二段25枚目 1–6       | 西序二段64枚目 4–3          | 東序二段45枚目 6–1       | 西三段目74枚目 5–2          |
| 1979年 （昭和54年） | 東三段目49枚目 4–3      | 西三段目37枚目 5–2      | 東三段目15枚目 4–3       | 西三段目6枚目 4–3           | 西幕下54枚目 4–3         | 西幕下43枚目 4–3            |
| 1980年 （昭和55年） | 東幕下33枚目 2–5        | 西幕下54枚目 6–1        | 東幕下27枚目 3–4         | 西幕下35枚目 6–1            | 東幕下15枚目 4–3         | 西幕下9枚目 優勝 7–0        |
| 1981年 （昭和56年） | 東十両12枚目 6–9        | 西幕下3枚目 3–4         | 西幕下7枚目 5–2          | 東幕下2枚目 3–4             | 西幕下6枚目 優勝 7–0     | 西十両10枚目 9–6            |
| 1982年 （昭和57年） | 西十両2枚目 9–6         | 東前頭12枚目 8–7        | 西前頭8枚目 8–7          | 東前頭4枚目 6–9             | 西前頭7枚目 9–6 ★        | 東前頭2枚目 7–8             |
| 1983年 （昭和58年） | 西前頭3枚目 休場 0–0–15 | 東十両2枚目 8–7         | 西前頭13枚目 休場 0–0–15 | 西十両9枚目 2–5–8           | 西幕下9枚目 休場 0–0–7   | 東幕下45枚目 休場 0–0–7     |
| 1984年 （昭和59年） | 東三段目25枚目 7–0      | 東幕下28枚目 5–2        | 西幕下11枚目 6–1         | 東幕下2枚目 4–3             | 東幕下筆頭 4–3           | 西十両12枚目 6–9            |
| 1985年 （昭和60年） | 西幕下2枚目 休場 0–0–7  | 西幕下42枚目 6–1        | 西幕下19枚目 5–2         | 西幕下10枚目 6–1            | 東幕下3枚目 5–2          | 西幕下筆頭 4–3              |
| 1986年 （昭和61年） | 西十両12枚目 9–6        | 東十両7枚目 8–7         | 東十両5枚目 6–9          | 西十両11枚目 8–7            | 東十両8枚目 優勝 12–3    | 東十両2枚目 8–7             |
| 1987年 （昭和62年） | 西十両筆頭 8–7          | 東前頭14枚目 9–6        | 東前頭8枚目 6–9          | 西前頭12枚目 8–7            | 東前頭9枚目 5–10         | 東十両2枚目 5–10            |
| 1988年 （昭和63年） | 西十両7枚目 7–8         | 西十両8枚目 8–7         | 西十両5枚目 8–7          | 西十両2枚目 9–6             | 東前頭14枚目 5–10        | 西十両3枚目 6–9             |
| 1989年 （平成元年） | 西十両7枚目 9–6         | 西十両3枚目 9–6         | 東十両筆頭 8–7           | 西前頭14枚目 9–6            | 東前頭9枚目 7–8          | 東前頭10枚目 6–9            |
| 1990年 （平成2年） | 西前頭13枚目 5–10       | 東十両4枚目 5–10        | 東十両11枚目 9–6         | 西十両5枚目 6–9             | 東十両10枚目 8–7         | 西十両5枚目 5–10            |
| 1991年 （平成3年） | 東十両13枚目 0–8–7      | 東幕下21枚目 休場 0–0–7 | 東三段目筆頭 0–4–3       | 東三段目46枚目 休場 0–0–7   | 西序二段6枚目 引退 0–0–7 | x                           |
| 各欄の数字は、「勝ち-負け-休場」を示す。 優勝 引退 休場 十両 幕下 三賞：敢=敢闘賞、殊=殊勲賞、技=技能賞 その他：★=金星 番付階級：幕内 - 十両 - 幕下 - 三段目 - 序二段 - 序ノ口 幕内序列：横綱 - 大関 - 関脇 - 小結 - 前頭（「#数字」は各位内の序列） |                         |                         |                          |                             |                          |                             |

## 幕内対戦成績
| 力士名     | 勝数 | 負数 | 力士名 | 勝数 | 負数 | 力士名         | 勝数 | 負数 | 力士名   | 勝数 | 負数 |
| ---------- | ---- | ---- | ------ | ---- | ---- | -------------- | ---- | ---- | -------- | ---- | ---- |
| 安芸ノ島   | 0    | 1    | 朝潮   | 1    | 1    | 東洋           | 0    | 1    | 天ノ山   | 2    | 1    |
| 板井       | 1    | 5    | 大潮   | 1    | 0    | 巨砲           | 5    | 1    | 大錦     | 2    | 1    |
| 大豊       | 0    | 1    | 魁輝   | 1    | 1    | 春日富士       | 3    | 0    | 北勝鬨   | 0    | 1    |
| 北の湖     | 1    | 1    | 旭豪山 | 1    | 0    | 旭道山         | 1    | 1    | 霧島     | 3    | 0    |
| 起利錦     | 1    | 1    | 麒麟児 | 2    | 0    | 久島海         | 0    | 2    | 蔵間     | 3    | 1    |
| 黒瀬川     | 0    | 3    | 高望山 | 6    | 3    | 琴稲妻         | 3    | 1    | 琴ヶ梅   | 0    | 2    |
| 琴風       | 0    | 2    | 琴錦   | 3    | 1    | 琴富士         | 0    | 3    | 駒不動   | 0    | 1    |
| 斉須       | 1    | 0    | 蔵玉錦 | 1    | 0    | 逆鉾           | 1    | 3    | 佐田の海 | 3    | 1    |
| 薩洲洋     | 2    | 3    | 嗣子鵬 | 1    | 1    | 陣岳           | 3    | 4    | 太寿山   | 4    | 4    |
| 大徹       | 1    | 0    | 隆の里 | 2    | 1    | 孝乃富士       | 1    | 5    | 貴ノ浜   | 1    | 1    |
| 隆三杉     | 3    | 1    | 高見山 | 1    | 2    | 多賀竜         | 2    | 2    | 玉龍     | 2    | 1    |
| 千代の富士 | 0    | 2    | 寺尾   | 0    | 2    | 出羽の花       | 0    | 1    | 闘竜     | 2    | 6    |
| 栃赤城     | 1    | 0    | 栃司   | 1    | 4    | 栃剣           | 3    | 1    | 栃乃和歌 | 0    | 1    |
| 栃光       | 1    | 1    | 花乃湖 | 0    | 1    | 花ノ国         | 0    | 1    | 播竜山   | 1    | 0    |
| 飛騨ノ花   | 1    | 0    | 富士櫻 | 0    | 1    | 富士乃真       | 1    | 2    | 鳳凰     | 1    | 2    |
| 北天佑     | 0    | 5    | 星岩涛 | 1    | 0    | 前乃臻         | 0    | 1    | 舛田山   | 1    | 0    |
| 三杉里     | 3    | 2    | 龍興山 | 0    | 1    | 両国           | 1    | 0    | 若獅子   | 1    | 0    |
| 若島津     | 0    | 3    | 若瀬川 | 2    | 1    | 若乃花(若三杉) | 0    | 2    |          |      |      |

## 改名歴
- 石山 和敏（いしやま かずとし）1977年5月場所 - 1980年11月場所
- 騏ノ嵐 和敏（きのあらし - ）1981年1月場所 - 1984年7月場所
- 騏乃嵐 和稔（きのあらし かずとし）1984年9月場所 - 1991年9月場所